# Xanthorrhoea brunonis
Xanthorrhoea brunonis är en grästrädsväxtart som beskrevs av Stephan Ladislaus Endlicher. Xanthorrhoea brunonis ingår i släktet Xanthorrhoea och familjen grästrädsväxter.

## Underarter
Arten delas in i följande underarter:
- X. b. brunonis
- X. b. semibarbata

## Bildgalleri

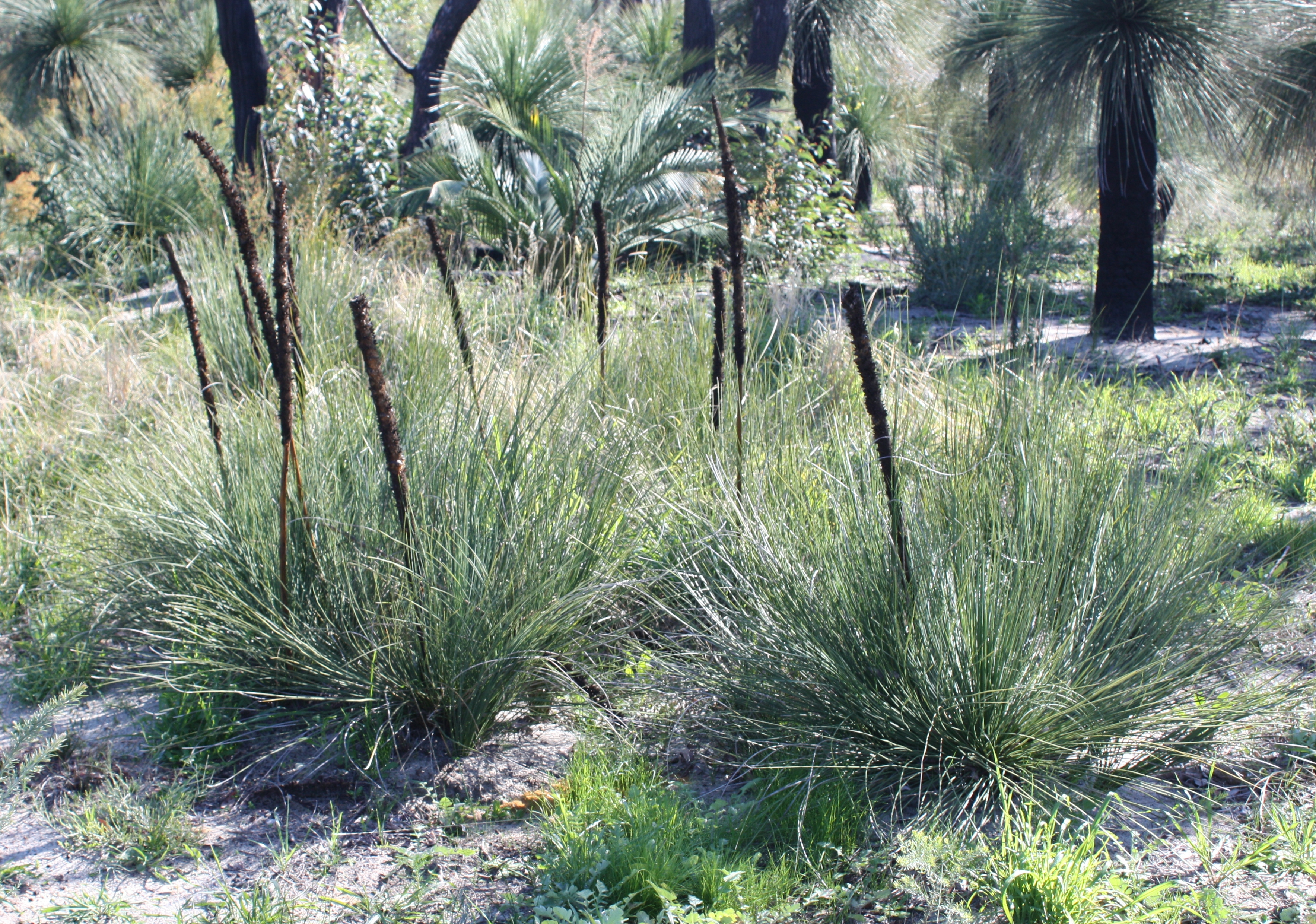